# Prix Thiers
Le prix Thiers est un prix littéraire décerné par l'Académie française, récompensant l'auteur d'un ouvrage d'histoire.
Il tire son nom de l'académicien et homme d'État Adolphe Thiers (1797-1877).

## Structure
Le prix Thiers est dédié à la catégorie « Histoire » de la section « prix d’Histoire et de Sociologie » de la commission littéraire.
Pour avoir des spécificités différentes d'attribution, la section « prix d’Histoire et de Sociologie » comprend les dix prix suivants :
- prix Louis Castex
- prix Eugène Colas
- prix du maréchal Foch
- prix Georges-Goyau (regroupement des Fondations)
- prix Guizot (regroupement des Fondations)
- prix Monseigneur Marcel
- prix François-Millepierres
- prix Diane-Potier-Boès
- prix Augustin Thierry
- prix Thiers (regroupement des Fondations)

Le prix Thiers est destiné à l’auteur d’un ouvrage d’histoire.
Les membres, renouvelés annuellement, parlementent des ouvrages reçus durant l’année, en rédigent des notes et rapports. Ils votent, au mois de juin, les prix qui seront attribués, sous l'égide du Secrétaire perpétuel.

## Historique
Président du Conseil des ministres et soutenu par la presse libérale, le salon Laffitte et Béranger, Adolphe Thiers est candidat et élu à l'Académie française le 20 juin 1833 à la suite du décès de François Andrieux.
La réception suivi de son discours d'intronisation à l'Académie a eu lieu le 13 décembre 1834.
Il est élu le 26 décembre 1840, à l'Académie des sciences morales et politiques, dans la section Histoire générale et philosophique pour son livre :
- Histoire du Consulat et l'Empire : faisant suite à l'Histoire de la Révolution française, t. 10, Genève, Razimbaud, s. d., 564 p., in-8 (SUDOC 15267134X, présentation en ligne)

Adolphe Thiers, adversaire du régime impérial, obtient le premier prix biennal de 20000 francs (~ 8 millions euros) le 29 mai 1861. Rapporté dans les notes d'Alfred de Vigny, ce prix est décerné dans une suite de compromis au sein des membres de l'académie. Lesquels, n'arrivant pas à se départager pour une nomination, ont introduit la candidature d'Adolphe Thiers pour son ouvrage qui n'a été consulté par aucun des membres et établit une dérogation exceptionnelle pour la circonstance en allant à l'encontre de l'article 5 du règlement du concours.
- Article 5 : « Un ouvrage préfacé par un membre de l’Académie ne peut être présenté aux concours ».

Voulant remercier l'Académie de l'avoir désigné, il institua, le 18 juillet 1861, un prix de 3000 à 5000 F (~ 1.2 à 1.9 million d'euros), sur la somme qui lui avait été attribuée. Le prix Thiers est fondé le 5 juin 1862, les différents dépôts de démarches administratives ont enregistré la date du 21 juillet 1862.
Seize années après la mort d'Adolphe Thiers, en 1893, la Fondation Thiers est créée par Félicie Dosne (belle-sœur de Thiers) et placée sous le haut patronage de l’Institut de France. Son but étant d'attribuer bourses et hébergements aux chercheurs pour leur donner les moyens de poursuivre leurs travaux durant trois années.
En 1916, la séance publique annuelle du 14 décembre de l'Académie française a décidé de : « réserver cette année ses récompenses aux écrivains qui ont répandu leur sang ou l'ont offert en soldats pour la patrie, à ceux que la mort a choisis et à ceux dont ce n'est pas la faute si la mort n'a pas voulu d'eux » et d'aller, exceptionnellement à l'encontre de l'article 4 du règlement du concours d'attributions des prix.
- Article 4 : « Il ne peut être présenté de candidature à titre posthume »[12].

Le 27 octobre 1994, un arrêté est publié, autorisant le secrétaire perpétuel de l'Académie française à grouper en une seule attribution les revenus provenant de diverses libéralités consenties à l'Académie française, sous la dénomination générale de « prix d'histoire Thiers ».
Le prix annuel est constitué des trois fondations :
- Marie-Eugène Simon-Henri-Martin (Mme veuve Simon, née Martin), qui a été le prix Marie-Eugène Simon-Henri-Martin[14] de 1944 à 1989.
- Thérouanne, qui a été le prix Thérouanne de 1869 à 1989.
- Adolphe Thiers, qui est le prix Thiers rétribuant des lauréats depuis 1868.

## Liste des lauréats
Sans être exhaustive, cette liste de travail est issue des sites de l’Académie française et croisée avec les informations de l'IdRef du Sudoc. Les énumérations présentes sont réalisées sur les titres des ouvrages primés et ne tiennent pas comptes des différentes éditions ou révisions qui ont eu lieu depuis.

### De 1868 à 1913
- 1868 : Marius Topin, L'Europe et les Bourbons sous Louis XIV : affaires de Rome, une élection en Pologne, conférences de Gertruydenberg, paix d'Utrecht, Paris, Didier, 1868, 432 p., in-4 (SUDOC 051867370), 3 000 F (~ 1 160 609 euros).
- 1871 : Alfred Nicolas Rambaud (Faculté des lettres de Paris (1806-1896)), L’Empire grec du Xe siècle : Constantin Porphyrogénète, Paris, A. Franck, 1870, 551 p., in-8 (SUDOC 025565680), distinction du prix non indiqué.
- 1874 : Henry Houssaye, Histoire d’Alcibiade et de la République athénienne depuis la mort de Périclès jusqu’à l’avènement des trente tyrans, vol. 2, Paris, Didier, 1873, 391, 460, in-8 (SUDOC 106327119), distinction du prix non indiqué.
- 1877 : Édouard Sayous, Histoire générale des Hongrois[17], vol. 2, Paris, Didier, 1876, 467, 482, in-8 (SUDOC 119411601), distinction du prix non indiquée.
- 1880 : Émile Charvériat, Histoire de la guerre de Trente Ans (1618-1648) : 1. Période palatine et période danoise (1618-1630); 2. Période suédoise et période française (1630-1648), vol. 2, Paris, E. Plon, 1878, 584, 732, in-8 (SUDOC 023860766), 3 000 F (~ 1 160 609 euros).
- 1883 : Gustave Rothan, Les origines de la guerre de 1870 : La politique française en 1866. L’affaire du Luxembourg, le prélude de la guerre, Paris, Calmann-Lévy, 1879, 482 p., in-8 (SUDOC 051498405), 3 000 F (~ 1 160 609 euros).
- 1886 : Paul Allard, Histoire des persécutions pendant la première moitié du troisième siècle, Paris, coll. « Histoire des persécutions », 1885, 524 p., in-8 (SUDOC 133416844), 750 F (~ 290 152 euros).
- 1886 : Albert Miron de l'Espinay, François Miron et l’Administration municipale de Paris sous Henri IV (1604-1606), Paris, Plon-Nourrit, 1885, 437 p., in-8 (SUDOC 01660539X), 750 F (~ 290 152 euros).
- 1886 : Barthélémy Pocquet (préf. Arthur Le Moyne de La Borderie (1827-1901)), Les origines de la révolution en Bretagne : 1. Le Parlement de Bretagne en 1788; 2. Les derniers États de Bretagne, vol. 2, Paris, Didier, 1885, 305, 401, in-4 (SUDOC 009984410), 1 500 F (~ 580 304 euros).
- 1889 : Abel Lefranc, La jeunesse de Calvin (1509-1564), Paris, Libr. Fischbacher, 1888, 231 p., in-8 (SUDOC 045335354), 3 000 F (~ 1 160 609 euros).
- 1892 : Godefroy Cavaignac, La formation de la Prusse contemporaine : 1. Les origines, le ministère de Stein (1806-1808); 2. Le ministère de Hardenberg, le soulèvement (1808-1813), vol. 2, Paris, Hachette, 1891, 510, 517, in-8 (SUDOC 007795610), 2 000 F (~ 773 739 euros).
- 1892 : marquis Marie René Roussel de Courcy, L’Espagne après la paix d’Utrecht (1713-1715) : la princesse des Ursins et le marquis de Brancas, un grand inquisiteur d'Espagne à la cour de France, les débuts d'une nouvelle reine, Paris, E. Plon, Nourrit et cie, 1891, 439 p., in-8 (SUDOC 045859272), 1 000 F (~ 386 870 euros).
- 1895 : Germain Bapst (Rapports du Jury international de l'Exposition universelle de 1889), Essai sur l’histoire du théâtre : la mise en scène, le décor, le costume, l'architecture, l'éclairage, l'hygiène, Paris, Hachette, 1893, 693 p., in-8 (SUDOC 016900405), 1 500 F (~ 580 304 euros).
- 1895 : prince Georges Bibesco, Règne de Bibesco : 1. Roumanie, d'Andrinople à Balta-Liman (1829-1849) correspondance et documents (1843-1856). 2. Roumanie (1843-1859) lois et décrets (1843-1848)  insurrection de 1848, histoire et légende, vol. 2, Paris, E. Plon-Nourrit, 1894, 461, 474, in-8 (SUDOC 009000305), 1 500 F (~ 580 304 euros).
- 1898 : Sébastien Charléty, Histoire du Saint-Simonisme (1805-1864), Paris, Hachette, 1896, 498 p., in-4 (SUDOC 018695205), 500 F (~ 193 435 euros).
- 1898 : Henri Dehérain, Le Soudan égyptien sous Méhémet Ali, Paris, s.n, 1897, 384 p., in-8 (SUDOC 080424333), 500 F (~ 193 435 euros).
- 1898 : comte Joachim-Joseph-André Murat, Murat, lieutenant de l'empereur en Espagne, 1808 : d'après sa correspondance inédite et des documents originaux, Paris, E. Plon, Nourrit et Cie, 1897, 479 p., in-8 (SUDOC 066500265), 500 F (~ 193 435 euros).
- 1898 : Paul Pierling, La Russie et le Saint-Siège : études diplomatiques, vol. 5, Paris, Plon, 1896, 463, 416, 480, 464, 480, in-8 (SUDOC 005579600), 1 000 F (~ 386 870 euros).
- 1898 : Charles Seignobos, Histoire politique de l’Europe contemporaine (1814-1896) : évolution des partis et des formes politiques, Paris, A. Colin et Cie, 1897, 814 p., in-8 (SUDOC 017256224), 1 000 F (~ 386 870 euros).
- 1901 : Alexandre de Saint-Léger (Université de Lille. Faculté des lettres et sciences humaines), La Flandre maritime et Dunkerque sous la domination française (1659-1789), Paris, Ch. Tallandier, 1900, 471 p., in-8 (SUDOC 064258556, lire en ligne [PDF]) , 1 000 F (386 870 euros).
- 1901 : Edmond Leclair (Université Paris-Descartes. Faculté des sciences pharmaceutiques et biologiques), Histoire de la pharmacie à Lille, de 1301 à l’an XI (1803) : étude historique et critique, Lille, impr. Lefebvre-Ducrocq, 1900, 396 p., in-8 (SUDOC 025711202), 500 F (193 435 euros).
- 1901 : Louis Madelin, Fouché (1759-1820), vol. 2, Paris, Plon-Nourrit et Cie, 1901, 529, 568, in-8 (SUDOC 10698537X), 1 500 F (580 304 euros).
- 1904 : abbé Augustin Sicard, L’ancien clergé de France : 1, Les Évêques avant la Révolution. 2, Les Évêques pendant la Révolution. 3, Les Évêques pendant la Révolution, de l'exil au Concordat, vol. 3, Paris, Lecoffre, 1903, 521, 513, 570, in-8 (SUDOC 116361093), 3 000 F (1 160 609 euros).
- 1907 : Prosper Boissonnade, Saint-Domingue à la veille de la Révolution : et la question de la représentation coloniale aux États-généraux (janvier 1788 au 7 juillet 1789), Paris, P. Geuthner, coll. « Mémoires de la Société des antiquaires de l'Ouest (1836) » (no XXIX), 1906, 299 p., in-8 (ISSN 1154-2624, SUDOC 064495957), 500 F (193 435 euros).
- 1907 : baron Albéric de Calonne, Histoire de la ville d’Amiens, vol. 3, Paris, A. Picard et fils, 1906, 530, 621, 468, in-8 (SUDOC 020987307), 500 F (193 435 euros).
- 1907 : Paul Pisani, Répertoire biographique de l’épiscopat constitutionnel (1791-1802), Paris, A. Picard et fils, 1907, 476 p., in-8 (SUDOC 051514583), 500 F (193 435 euros).
- 1907 : Édouard Rott, Histoire de la représentation diplomatique de la France auprès des cantons suisses (1430-1626) : leurs alliés et de leurs confédérés, vol. 7, t. 6, Paris, F. Alcan, 1900, in-8 (SUDOC 089259939), 1 500 F (580 304 euros).
- 1910 : Charles de Coynart, Les Guérin de Tencin (1520-1758), Paris, Hachette et cie, 1910, 424 p., in-8 (SUDOC 023878878), 500 F (193 435 euros).
- 1910 : Marcel-Louis Hennequin (Capitaine), La campagne de 1794 entre Rhin et Moselle, Paris, R. Chapelot, 1909, 631 p., in-8 (SUDOC 08505805X), 800 F (309 496 euros).
- 1910 : Maurice Lange, La Bruyère : critique des conditions et des institutions sociales, Paris, Hachette et Cie, 1909, 424 p., in-8 (SUDOC 035895462), 1 000 F (386 870 euros).
- 1910 : Gustave Rudler, La jeunesse de Benjamin Constant (1767-1794) : le disciple du XVIIIe siècle, utilitarisme et pessimisme, Mme de Charrière, Paris, A. Colin, 1909, 542 p., in-8 (SUDOC 015801411), 500 F (193 435 euros).
- 1913 : Marcel Bernos et Gaston du Boscq de Beaumont (1857-1910), La cour des Stuarts à Saint-Germain-en-Laye, 1689-1718, Paris, Émile Paul, 1912, 400 p., in-4 (SUDOC 066331110), 500 F (167 511 euros).
- 1913 : Thomas Chapais, Le marquis de Montcalm (1712-1759), Québec, J.-P. Garneau, 1911, 695 p., in-8 (SUDOC 100664059), 1 000 F (335 021 euros).
- 1913 : François de Gélis, Histoire critique des jeux floraux (1323-1694) : depuis leur origine jusqu'à leur transformation en Académie, Paris, Alphonse Picard et fils, coll. « Bibliothèque méridionale » (no 15), 1912, 436 p., in-8 (ISSN 1965-0698, SUDOC 019290012), 500 F (167 511 euros).
- 1913 : R.P. Victorin Malzac (1840-1913), Histoire du royaume Hova depuis ses origines jusqu’à sa fin, Tananarive, Imprimerie catholique, 1912, 645 p., in-8 (SUDOC 020746997), 800 F (268 017 euros).

### Année 1916
- 1916 : Albert Malet (1864-1915)). Prix s'élevant à 1 000 F (251 590 euros).
- 1916 : Charles Flachaire (1887-1914) (publié par Alfred Rébelliau), La dévotion à la Vierge dans la littérature catholique au commencement du XVIIe siècle, Paris, E. Leroux, coll. « Extrait de la Revue de l'histoire des religions, tome LXXII, 1915 et tome LXXIII, 1916 », 1916, 174 p., in-8 (SUDOC 011498579), 1 000 F (251 590 euros).
- 1916 : Gustave Gautherot (1880-1948)[18], Le vandalisme jacobin, Paris, G. Beauchesne, 1914, 368 p., in-8 (SUDOC 064617017), 1 000 F (251 590 euros).

### De 1917 à 1949
- 1917 : Albert Pingaud, Bonaparte, président de la République italienne : la domination française dans l'italie du nord (1796-1805), vol. 2, Paris, Perrin et Cie, 1914, 490, 531, in-8 (SUDOC 051523124), 2 800 F (587 043 euros).
- 1919 : Frédéric Barbey, Félix Desportes et l’annexion de Genève à la France (1794-1799), Paris, Perrin, 1916, 420 p., in-8 (SUDOC 064472221), 1 000 F (132 371 euros).
- 1919 : Auguste Gérard[19], Ma mission en Chine : portrait de Li Hong Tchang, Paris, Plon-Nourrit et Cie, 1918, 347 p., in-8 (SUDOC 066717620), 1 800 F (238 268 euros).
- 1922 : Louis Berthé de Besaucèle (Faculté des lettres et sciences humaines (Aix-en-Provence)), Les cartésiens d’Italie : recherches sur l'influence de la philosophie de Descartes dans l'évolution de la pensée italienne aux XVIIe et XVIIIe siècles, Paris, A. Picard, 1920, 377 p., in-8 (SUDOC 085229288), 800 F (89 390 euros).
- 1922 : Henri Leclercq, Histoire de la Régence pendant la minorité de Louis XV, vol. 3, Paris, E. Champion, 1921, 523, 529, 509, grand in-8 (SUDOC 046185607), 2 000 F (223 475 euros).
- 1925 : Charles-Alexandre Geoffroy de Grandmaison (I. 1804-1809. - II. 1809-1811. - III. 1812-1814), L’Espagne et Napoléon : L’ambassade française en Espagne pendant la Révolution, Paris, Plon, 1908 (SUDOC 045909652), 2 800 F (234 716 euros).
- 1928 : Émile Gabory, La révolution et la Vendée[20] : I, Les deux patries, janvier 1789 à août 1793. II, La Vendée militante et souffrante. III, La victoire des vaincus, vol. 3, Paris, Perrin, 1925-28, 332, 291, 304, in-12 (SUDOC 082168881, 08216889X, 161812902), 5 000 F (306 672 euros).
- 1931 : Pierre Jourda, Marguerite d'Angoulême : duchesse d'Alençon, reine de Navarre (1492-1549), étude biographique et littéraire, vol. 2, Paris, H. Champion, coll. « Bibliothèque littéraire de la Renaissance » (no 19 et 20), 1930, 1188 p. (ISSN 1155-5475, SUDOC 047520248), 5 000 F (299 328 euros).
- 1934 : Albert Chatelle (préf. Gaston Doumergue, Avec 325 photographies ou dessins et 4 quadrichromies en hors-texte), L’Effort belge en France pendant la guerre, Paris, Firmin-Didot, 1934, 321 p. (SUDOC 052320103), 2 000 F (141 651 euros).
- 1934 : F.V.S. Churchill, L'État militaire de la France de 1789, vol. 3, Paris, Libr. H. Champion, 1925, 392, 421, 259, in-4 (SUDOC 106716247), 500 F (35 413 euros).
- 1934 : Albéric de Truchis de Varennes, Un diplomate franc-comtois au XVIIe siècle : Antoine Brun, 1599-1654, Besançon, impr. de Jacques et Demontrond, 1932, 632 p., grand in-8 (SUDOC 191465925), 500 F (35 413 euros).
- 1934 : Eugène Lavaquery, Necker, fourrier de la Révolution : Jacques Necker (1732-1804), Paris, Plon, 1933, 387 p., in-8 (SUDOC 066555779), 1 500 F (106 238 euros).
- 1934 : Pierre André Pidoux de Maduère, Le vieux Dôle : Histoire pittoresque, artistique et anecdotique d'une ancienne capitale, vol. 4, Besançon, Edit. Sequania, 1930, in-4 (SUDOC 106595938), 500 F (35 413 euros).
- 1934 : Jean Pommier, La jeunesse cléricale d’Ernest Renan : Saint-Sulpice, Paris, Les Belles Lettres, coll. « Publications de la Faculté des lettres de l'Université de Strasbourg » (no 55), 1933, 714 p., in-8 (SUDOC 108740811), 1 000 F (70 825 euros).
- 1934 : Robert Villate (préf. Général Weygand), Foch à la Marne : la 9e armée aux Marais de Saint-Gond : 5-10 septembre 1914, Paris, Charles-Lavauzelle, 1933, 286 p., in-8 (SUDOC 010411518), 500 F (35 413 euros).
- 1937 : Hugo David Barbagelata, Histoire de l'Amérique espagnole, Paris, A. Colin, coll. « Choses d'Amérique. Institut des Études américaines », 1936, 323 p., in-8 (SUDOC 017725666), 1 000 F (57 146 euros).
- 1937 : abbé Constant Dutemple, Histoire de Lamballe (Côtes-d'Armor) : La vie féodale, religieuse et municipale, vol. 2, Rennes, Simon, coll. « Monographies des villes et villages de France », 1936, 473, 413, in-8 (ISSN 0993-7129, SUDOC 103156615), 2 000 F (114 292 euros).
- 1937 : Louis Gautier-Vignal, Érasme (1469-1536), Paris, Payot, coll. « Bibliothèque historique (Paris) », 1936, 282 p., in-8 (ISSN 0520-0601, SUDOC 009390812), 1 000 F (57 146 euros).
- 1940 : François Piétri, Lucien Bonaparte (1775-1840), Paris, Plon, 1939, 341 p., in-8 (SUDOC 066502322), 2 000 F (79 829 euros).
- 1943 : Elie Denissoff, Maxime le Grec et l'Occident : contribution à l'histoire de la pensée religieuse et philosophique, Paris, Desclée de Brouwer, coll. « Université de Louvain. Recueil de travaux d'histoire et de philologie » (no 14), 1943, 460 p., in-8 (SUDOC 010601430), 1 500 F (34 136 euros).
- 1946 : Frédéric Barbey, Gustave Ador (1845-1928) : Un homme d'État suisse, Genève, Jean-Henri Jeheber, 1945, 259 p., in-16 (SUDOC 066083486), 1 200 F (9 861 euros).
- 1949 : Guillaume de Bertier de Sauvigny, Le comte Ferdinand de Bertier : 1782-1864 et l'énigme de la Congrégation, Paris, Les Presses continentales, 1948, 572 p., in-8 (SUDOC 010583408), 3 500 F (10 733 euros).

### De 1950 à 2000
- 1952 : Claude Badolo-Dulong, Banquier du Roi : Barthélemy Hervart : 1606-1676, Paris, Ségur, coll. « Visages de l'histoire », 1951, 235 p. (SUDOC 016566793), 2 000 F (4 285 euros).
- 1952 : Achille Dauphin-Meunier, La doctrine économique de l'Église, Paris, Nouvelles Éditions latines, 1950, 341 p., in-8 (SUDOC 019594798), 2 000 F (4 285 euros).
- 1952 : Jean Descola, Histoire de l'Espagne chrétienne, Paris, R. Laffont, coll. « Bibliothèque chrétienne d'histoire », 1951, 359 p., in-8 (ISSN 1961-8034, SUDOC 012854751), 2 000 F (4 285 euros).
- 1952 : Marcelle Maurette, La vie privée de Madame de Pompadour, Paris, Hachette, coll. « Collection Les Vies privées », 1951, 304 p., in-8 (ISSN 1968-374X, SUDOC 067510310), 2 000 F (4 285 euros).
- 1955 : Robert Jars, La campagne d’Italie : 1943-1945, S.l, Payot, 1954, 245 p., in-8 (SUDOC 051290618), 3 000 F (6 450 euros).
- 1958 : Raoul Vergez, La pendule à Salomon[21], Paris, Ed. Julliard, 1957, 345 p., in-8 (SUDOC 081978766), 10 000 F (17 408 euros).
- 1961 : Jean-Raymond Tournoux, Secrets d’État[22] : Dien Bien Phu, les Paras, l'Algérie, l'affaire Ben Bella, Suez, la Cagoule, le 13 mai, De Gaulle au pouvoir, Paris, Plon, 1960, 514 p., in-8 (SUDOC 017943280), 500 F (766 euros).
- 1964 : Georges Roux, La guerre civile d’Espagne, Paris, Fayard, coll. « Les Grandes études contemporaines », 1963, 316 p., in-8 (ISSN 2491-4096, SUDOC 024069809), 300 F (405 euros).
- 1967 : André Parreaux, La vie quotidienne en Angleterre sous Georges III, Paris, Hachette, coll. « La vie quotidienne (Paris. 193?) », 1969, 287 p., in-8 (ISSN 0768-0074, SUDOC 010363769), 2 000 F (2 494 euros).
- 1970 : Georges Castellan, L'Allemagne de Weimar, 1918-1933, Paris, Armand Colin, coll. « Collection U. Série Histoire contemporaine », 1969, 443 p., in-8 (ISSN 0768-4878, SUDOC 013927930), 1 000 F (1 065 euros).
- 1973 : Robert Joudoux, Tulle : Corrèze (19), Colmar-Ingersheim, Ed. S.A.E.P (Société alsacienne d'expansion photographique), coll. « Villes de France », 1973, 99 p., in-8 (SUDOC 00756029X), 500 F (435 euros).
- 1973 : Adrien Printz, Fameck : l'ancien et le nouveau, Metz, Éditions le Lorrain, 1972 (1988), 231 p. (ISBN 978-2-906535-50-3 et 2-906535-50-8, SUDOC 152863486), 500 F (435 euros).
- 1973 : Philippe Varaigne, Amboile-Ormesson : la vie de ses habitants pendant huit siècles, Ormesson-sur-Marne, Philippe Varaigne, 1972, 266 p., in-8 (SUDOC 015797260), 1 000 F (870 euros).
- 1976 : Casimir Carrère, Talleyrand amoureux, Paris, Éditions France-Empire, 1975, 444 p., grand in-8 (ISBN 2-7048-1309-4, SUDOC 000076236), 1 000 F (624 euros).
- 1976 : Jean Delumeau, Rome au XVIe siècle, Paris, Hachette, coll. « Le temps & les hommes », 1975, 247 p., in-8 (ISBN 2-01-002529-6, SUDOC 000105600), 2 000 F (1 248 euros).
- 1976 : Francis Ley (préf. Pierre Pascal (1890-1983), postface Georges Bidault (1899-1983)), Alexandre Ier et sa Sainte-Alliance (1811-1825) : avec des documents inédits, Paris, Fischbacher, 1975, 328 p., in-8 (SUDOC 017500141), 500 F (312 euros).
- 1977 : Philippe Caffin, La Dernière Impératrice de Rome : Galla Placidia, Paris, Perrin, coll. « Présence de l'histoire », 1977, 299 p., in-8 (ISBN 2-262-00058-1, ISSN 0768-018X, SUDOC 000589063), 2 000 F (1 141 euros).
- 1977 : Maurice Pezet, L'Épopée des Vaudois : Dauphiné, Provence, Languedoc, Piémont, Suisse, Paris, Seghers, 1976, 256 p., in-8 (SUDOC 000109967), 500 F (285 euros).
- 1977 : Raoul Bérenguier, La Provence romaine, Paris, Nouvelles Éditions latines, 1976, 126 p. (SUDOC 000558192), 2 000 F (1 141 euros).
- 1977 : Claude Pasteur, Le Roi et le Prince : les Poniatowski (1732-1812), Paris, Éditions France-Empire, 1976, 379 p. (SUDOC 010530096), 2 000 F (1 141 euros).
- 1977 : Jacques Boncompain, Auteurs et Comédiens au XVIIIe siècle, Paris, Perrin, 1976, 411 p. (ISBN 2-262-00023-9, SUDOC 000038121), 2 000 F (1 141 euros).
- 1979 : René Taveneaux, Histoire de Nancy, Toulouse, édition Privat, 1978, 506 p., in-8 (ISBN 2-7089-4718-4, SUDOC 000285692), 3 000 F (1 417 euros).
- 1979 : Louis Marie Lomüller (Académie nationale de Reims) (Avant-titre : Histoire économique et industrielle de la France, de la fin du XVIIIe au début du XIXe siècle), Guillaume Ternaux (1763-1833) : créateur de la première intégration industrielle française, Paris, Éditions de la Cabro d'or, 1978, 531 p., 15 x 24 (ISBN 2-902688-01-6, SUDOC 000204684), médaille.
- 1979 : Jean Descola, Histoire d'Espagne : (des origines à nos jours), Paris, Fayard, 1979, 598 p., in-8 (ISBN 2-213-00631-8, SUDOC 000262684), 4 000 F (1 890 euros).
- 1979 : Pierre Barral, Les Sociétés rurales du XXe siècle, Paris, A. Colin, coll. « Collection U. Série Histoire contemporaine », 1978, 326 p. (ISSN 0768-4878, SUDOC 00019073X), 3 000 F (1 417 euros).
- 1982 : David Cohen (dir.), Université de Provence, La Promotion des Juifs en France à l'époque du second Empire (1852-1870), vol. 2, Paris, H. Champion, 1980, 869, 23 (ISBN 2-85399-037-0, SUDOC 005748542), 3 000 F (984 euros).
- 1982 : René Coulet du Gard, La Course et la Piraterie en Méditerranée antique, Paris, Éditions France-Empire, 1980, 315 p., 15 x 20 (SUDOC 00976173X), médaille.
- 1985 : Jean Meyer (Philippe d'Orléans (1674-1723)), Le Régent, Paris, Ramsay, 1985, 280 p., in-8 (ISBN 2-85956-404-7, SUDOC 108704521), 3 000 F (790 euros).
- 1985 : Alain Cabantous, La Vergue et les Fers : Mutins et déserteurs dans la marine de l'ancienne France : XVIIe – XVIIIe siècle, Paris, Tallandier, 1984, 250 p., in-8 (ISBN 2-235-01599-9, SUDOC 051446707), 3 000 F (790 euros).
- 1988 : Jean-François Solnon, La Cour de France, Paris, Fayard, 1987, 650 p., Poche (EAN 9782213020150, présentation en ligne), médaille d’argent.
- 1995 : Michel Pernot, La fronde, Paris, Éditions de Fallois, 1994, 475 p., 16 x 23 (ISBN 2-87706-202-3, SUDOC 003294196), médaille de bronze.
- 1995 : Georges Castellan, Histoire des peuples d'Europe centrale, Paris, Fayard, 1994, 528 p., 16 x 24 (EAN 9782213593012, présentation en ligne), médaille d’argent.
- 1996 : Gérard Ingold (préf. François Jacob), Général Ingold : figure de la France libre, Chevilly-Larue, Challenges d'aujourd'hui, 1995, 293 p., 14 x 22,5 (ISBN 2-910168-29-8, SUDOC 003576078), médaille d’argent.
- 1996 : Anette Smedley-Weill, Les Intendants de Louis XIV, Paris, Fayard, 1995, 374 p., in-8 (EAN 978-2-213-59490-3, présentation en ligne), médaille d’argent.
- 1997 : Henry Bogdan, La guerre de Trente Ans : (1618-1648), Paris, Perrin, coll. « Synthèses historiques », 1997, 320 p. (ISBN 2-262-01069-2, présentation en ligne), médaille d’argent.
- 1998 : Olivier Blanc, Les libertines : plaisir et liberté au temps des Lumières, Paris, Perrin, 1997, 277 p. (ISBN 2-262-01182-6, SUDOC 004109953), médaille d’argent.
- 1998 : Jean-André Tournerie, Criminels et vagabonds au siècle des Lumières, Paris, Éditions Imago, 1997, 256 p., 13,5 x 22,5 (ISBN 978-2-911416-07-1, présentation en ligne), médaille de bronze.
- 1998 : Suzanne Fiette, La noblesse française des Lumières à la Belle Époque : Psychologies d'une adaptation, Paris, Perrin, 1997, 349 p., in-8 (ISBN 2-262-01204-0, SUDOC 004089308), médaille d’argent.
- 1999 : Pierre Zoberman, Les cérémonies de la parole : L'éloquence d'apparat en France dans le dernier quart du XVIIe siècle, Paris, Honoré Champion, coll. « Lumière classique », 1998, 713 p., in-8 (ISBN 2-85203-660-6, présentation en ligne), médaille d’argent.
- 2000 : Michel Abitbol, Le passé d'une discorde : Juifs et Arabes, du VIIe siècle à nos jours, Paris, Perrin, coll. « Synthèses historiques », 1999, 528 p., poche (ISBN 978-2-262-02020-0, présentation en ligne), médaille d’argent.
- 2000 : Bertrand Schnerb, L'état bourguignon : 1363-1477, Paris, Perrin, coll. « Synthèses historiques », 1999, 480 p., 11 x 17,5 (ISBN 978-2-262-02360-7, présentation en ligne), médaille d’argent.

### Après l'an 2000
- 2001 : Pierre Deyon et Solange Deyon (préf. Pierre Goubert), Henri de Rohan : Huguenot de plume et d'épée, Paris, Perrin, coll. « le Grand livre du mois », 2000, 223 p., 14,5 x 23,5 (ISBN 2-7028-5243-2, SUDOC 050085654), médaille d’argent.
- 2003 : Marc Lazar, Le communisme : Une passion française, Paris, Perrin, coll. « Synthèses historiques », 2002, 244 p., 14 x 23 (ISBN 978-2-262-02407-9, présentation en ligne), médaille d’argent.
- 2004 : Emmanuel de Waresquiel, Talleyrand, le prince immobile, Paris, Fayard, coll. « Histoire », 2003, 850 p., 13,5 x 21,5 (EAN 9782213630939, présentation en ligne), médaille d’argent.
- 2005 : Matei Cazacu, Dracula, Paris, Tallandier, coll. « Biographie », 2004, 636 p., 14,5 x 22 (ISBN 2-84734-143-9, présentation en ligne), médaille d’argent.
- 2006 : Philippe d'Hugues (préf. Alexandre Astruc), Les écrans de la guerre : Le cinéma français de 1940 à 1944, Paris, Éditions de Fallois, 2005, 318 p., 15,5 x 22,5 (ISBN 2-87706-557-X, présentation en ligne), médaille d’argent.
- 2007 : Maurice Sartre, Histoires grecques, Paris, Seuil, coll. « Sciences humaines », 2006, 462 p., 15 x 21,7 (EAN 9782020372091, présentation en ligne), médaille d’argent.
- 2008 : Lucien Bély, L'art de la paix en Europe : Naissance de la diplomatie moderne, XVIe – XVIIIe siècle, Paris, PUF, coll. « Le Nœud gordien », 2007, 752 p., 15 x 21,7 (ISBN 978-2-13-055365-6, présentation en ligne), médaille d’argent.
- 2009 : Steven Kaplan, Le pain maudit[23] : Retour sur la France des années oubliées, 1945-1958, Paris, Fayard, 2008, 1148 p., 15,3 x 23,5 (EAN 9782213636481, présentation en ligne), médaille d’argent.
- 2010 : Pierre Bauduin, Le monde franc et les Vikings : VIIIe – Xe siècle, Paris, Albin Michel, 2009, 464 p., 14,5 x 22,5 (EAN 9782226187154, présentation en ligne), médaille d’argent.
- 2011 : Gérard Jorland, Une société à soigner : Hygiène et salubrité publiques en France au XIXe siècle[24], Paris, Gallimard, coll. « Bibliothèque des Histoires », 2010, 368 p., 14 x 22,5 (ISBN 978-2-07-012615-6, présentation en ligne), médaille d’argent.
- 2012 : Jean-Paul Cointet, Hippolyte Taine : Un regard sur la France, Paris, Perrin, 2012, 425 p. (ISBN 978-2-262-03366-8, présentation en ligne), médaille d’argent.
- 2013 : Pierre Birnbaum, Les deux maisons : Essai sur la citoyenneté des Juifs (en France et aux États-Unis)[25], Paris, Gallimard, coll. « NRF Essais », 2012, 432 p., 14 x 22,5 (ISBN 978-2-07-012682-8, présentation en ligne), médaille d’argent.
- 2014 : Michael Lucken, Les Japonais et la Guerre, 1937-1952, Paris, Fayard, 2013, 400 p., 15,3 x 23,5 (EAN 978-2-213-66141-4, présentation en ligne), médaille d'argent.
- 2015 : Xavier Boniface, Histoire religieuse de la Grande Guerre, Paris, Fayard, 2014, 494 p., in-8 (ISBN 978-2-213-66130-8, SUDOC 178772577, présentation en ligne), médaille d'argent.
- 2016 : Yannick Nexon, Le chancelier Séguier (1588-1672) : Ministre, dévot et mécène au Grand Siècle, Ceyzérieu (Ain), Champ Vallon, coll. « Époques », 2015, 512 p., in-8 (ISBN 979-10-267-0016-6, ISSN 0298-4792, SUDOC 187352577), médaille d'argent.
- 2017 : Patrick Barbier, Voyage dans la Rome baroque : Le Vatican, les princes et les fêtes musicales, Paris, Grasset.
- 2018 : Jacques-Alain de Sédouy, Ils ont refait le monde (1919-1920) : Le traité de Versailles, Paris, Tallandier.
- 2019 : Philippe Apeloig, Enfants de Paris (1939-1945), Paris, Gallimard.
- 2020 : Anne-Marie Thiesse, La Fabrique de l’écrivain national : Entre littérature et politique, Paris, Gallimard.
- 2021 : Nicolas Schapira, Maîtres et Secrétaires (XVIe – XVIIIe siècle) : L'exercice du pouvoir dans la France d'Ancien Régime, Paris.
- 2022 : Charles-Éloi Vial, Napoléon et les bibliothèques : Livres et pouvoir sous le Premier Empire, Paris, Perrin.
- 2023 : Jean-Marc Ticchi, Pie VII : Le pape vainqueur de Napoléon ?, Paris, Perrin.
- 2024 : Olivier Dard et Jean Philippet, Février 34 : L'affrontement, Paris, Fayard.